# Borecká skalka
Borecká skalka je přírodní památka poblíž Borku u Chotěboře v okrese Havlíčkův Brod. Oblast spravuje Krajský úřad Kraje Vysočina. Důvodem ochrany je hadcový lom s významnou hadcovou květenou rostoucí v jeho blízkosti a snaha o zachování vzácné kapradiny sleziníku hadcového (Asplenium cuneifolium), který je vázán na hadcové podloží. V zatopeném lomu je v provozu potápěčské výcvikové středisko.

## Fotogalerie

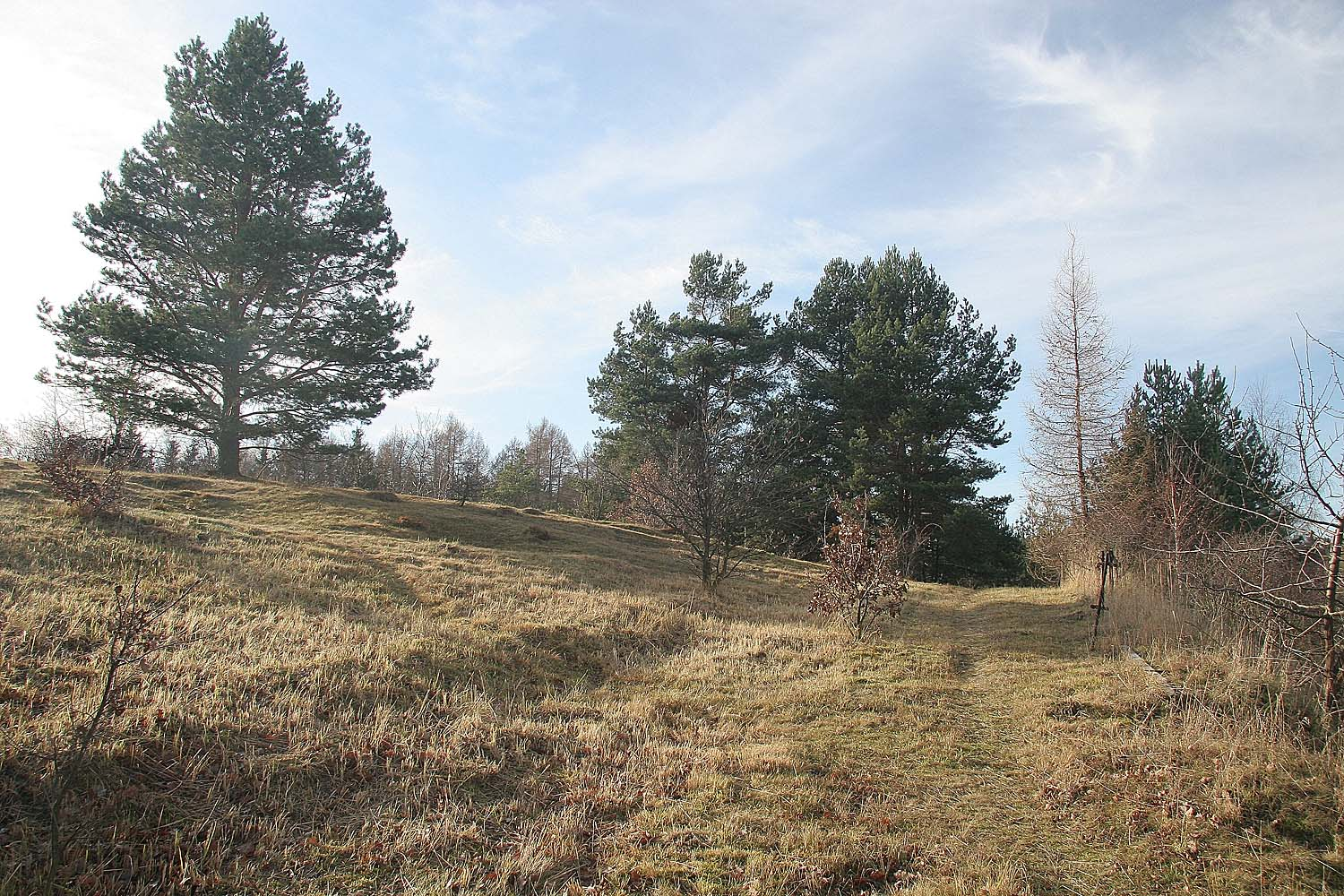
Vlastní území PP
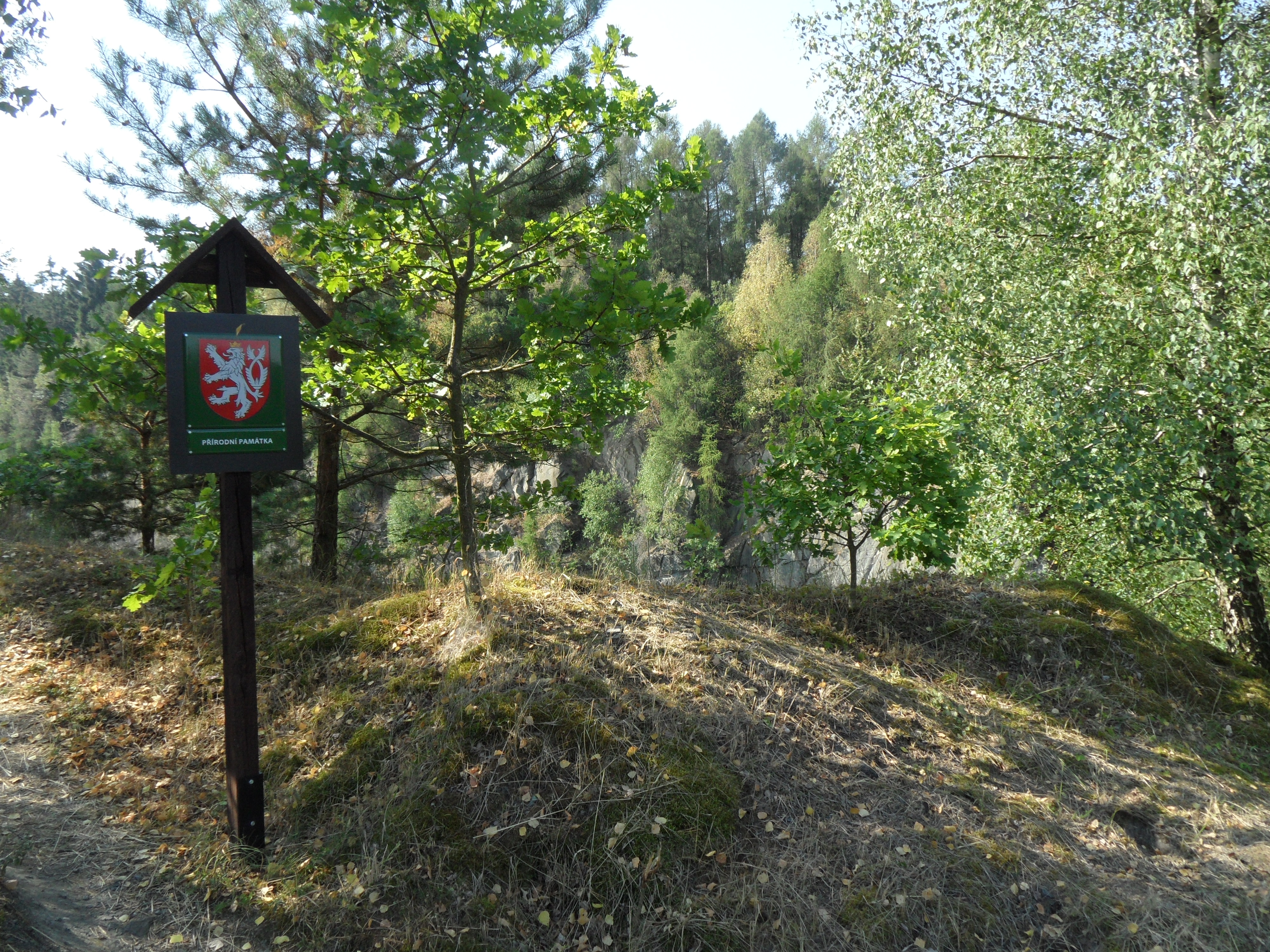
PP Borecká skalka
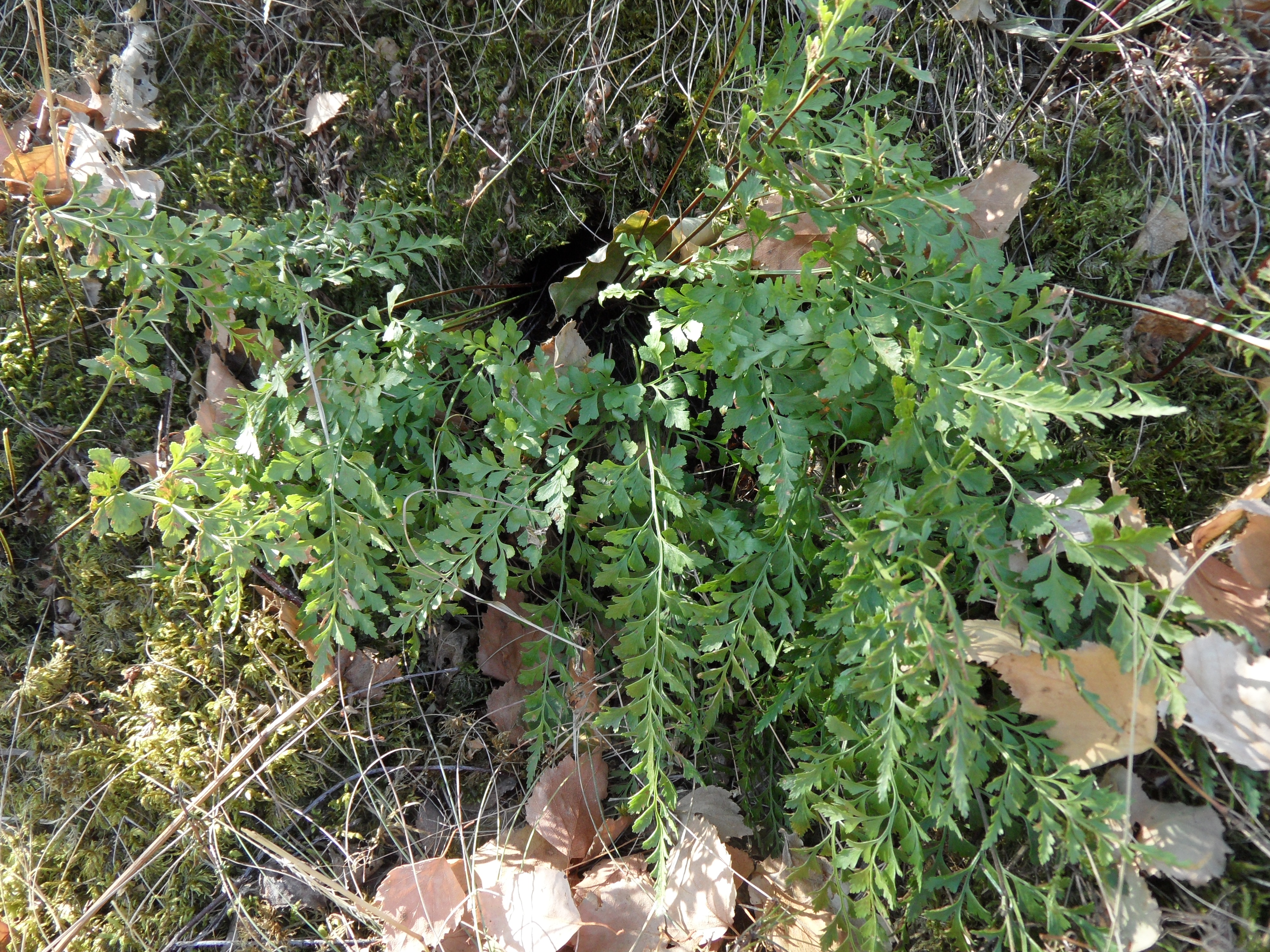
Území PP
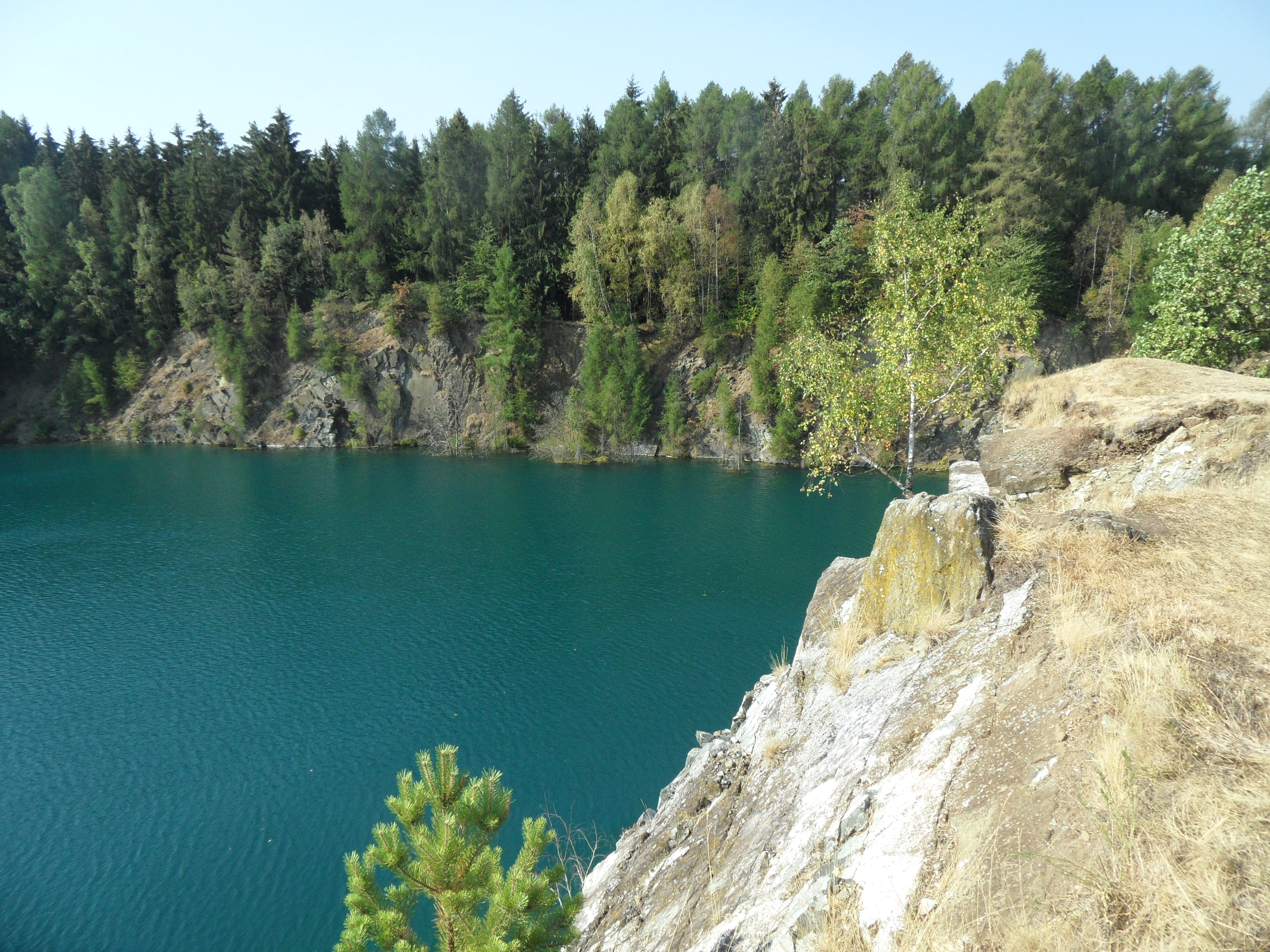
Lom Borek
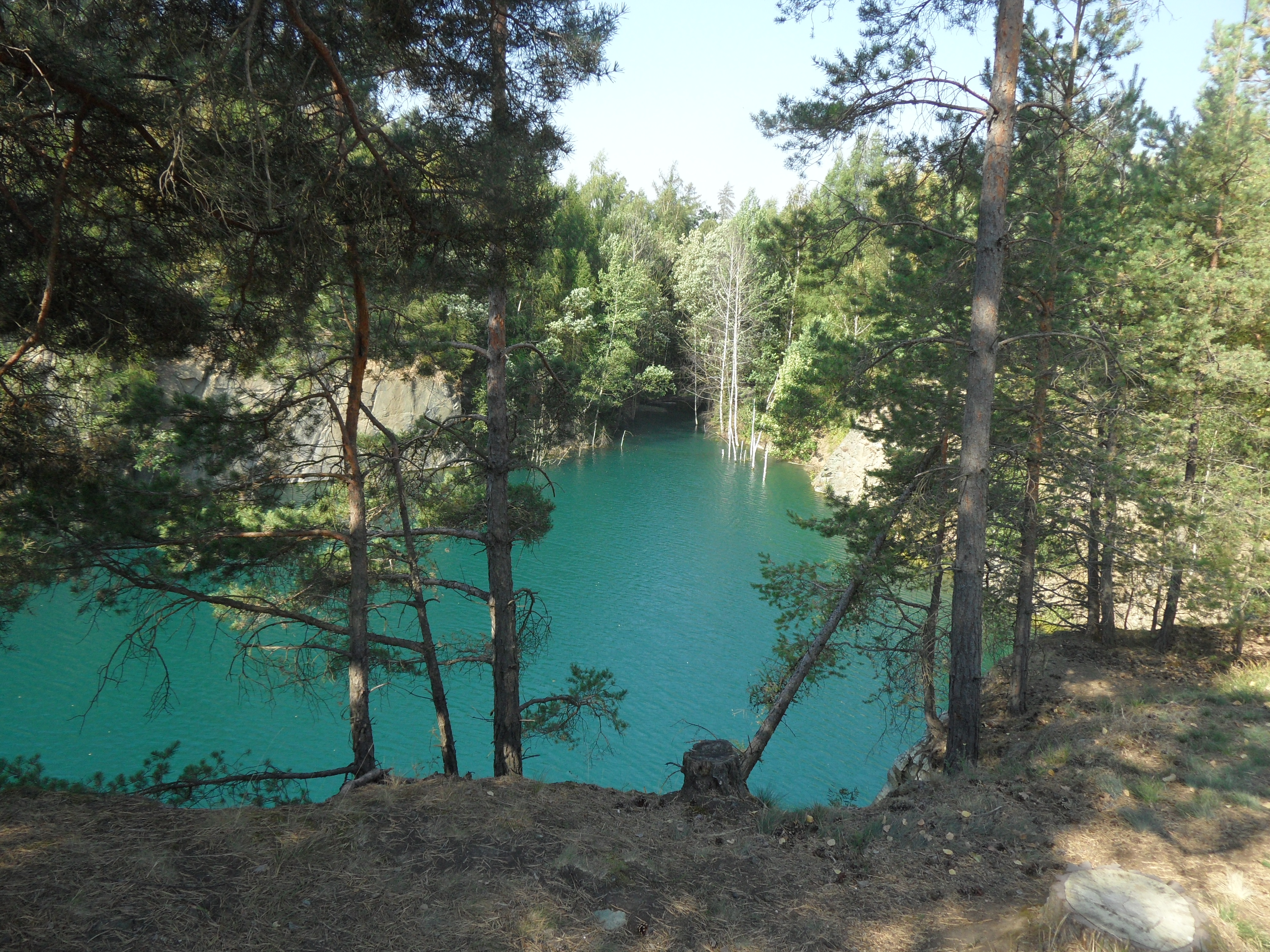
SZ část lomu Borek